# Шао Цзяї
Шао Цзяї (спрощ.: 邵佳一; кит. трад.: 邵佳一; піньїнь: Shào Jiāyī, нар. 10 квітня 1980, Пекін, Китай) — китайський футболіст, що грав на позиції півзахисника.
Виступав, зокрема, за клуби «Мюнхен 1860» та «Енергі», а також національну збірну Китаю.

## Клубна кар'єра
У дорослому футболі дебютував 1999 року виступами за команду клубу «Бейцзін Гоань», в якій провів три сезони, взявши участь у 70 матчах чемпіонату. 
Своєю грою за цю команду та завдяки виступі на Чемпіонаті світу 2002 привернув увагу представників тренерського штабу клубу «Мюнхен 1860», до складу якого приєднався 2002 року. Відіграв за клуб з Мюнхена наступні чотири сезони своєї ігрової кар'єри.
2006 року уклав контракт з клубом «Енергі», у складі якого провів наступні п'ять років своєї кар'єри гравця. 
2011 рік провів у складі команди «Дуйсбург».
Завершив професійну ігрову кар'єру у клубі «Бейцзін Гоань», у складі якого вже виступав раніше. Прийшов до команди 2012 року та захищав її кольори до припинення виступів на професійному рівні у 2015.

## Виступи за збірну
2000 року дебютував в офіційних матчах у складі національної збірної Китаю. Протягом кар'єри у національній команді, яка тривала 11 років, провів у формі головної команди країни 47 матчів, забивши 8 голів.
У складі збірної був учасником кубка Азії з футболу 2000 року у Лівані, чемпіонату світу 2002 року в Японії і Південній Кореї, кубка Азії з футболу 2004 року у Китаї, де разом з командою здобув «срібло».

## Титули і досягнення
- Срібний призер Кубка Азії: 2004